# Абрамово (Краснооктябрський район)
Абрамово — село у складі Саргінської сільради Краснооктябрського району Нижньогородської області РФ.
Село розташовується на правому березі річки П'яни.